# Ignacio Agustí
Ignacio Agustí Peypoch (Llissá de Vall, Barcelona; 3 de septiembre de 1913-Barcelona; 26 de febrero de 1974) fue un escritor, editor y periodista español.

## Biografía
De pequeña estatura y miembro de una familia de la burguesía, se licenció en Derecho en Barcelona. Ejerció como periodista en La Veu de Catalunya y en L´Instant. Por este tiempo militó en la Lliga Regionalista. 
Al estallar la guerra civil, huyó de Barcelona y tras una corta estancia en Alemania entró en la zona nacional vía Lisboa. Llegó a Salamanca a principios de 1937 y se incorporó poco después a Falange Española. Se instaló en Burgos, donde dirigió la revista Destino en sus primeros años, con José Vergés Matas. Más tarde dirigió el diario Tele/eXprés y ya en los años 60 colaboró asiduamente en la revista Triunfo. Recibió varios premios de periodismo y fue jurado habitual de premios literarios. Presidió el Ateneo de Barcelona y fue condecorado con la Gran Cruz del Mérito civil en 1964.
Agustí escribió en catalán hasta 1936 y en castellano a partir de esa fecha. A partir de 1943 empieza a publicar su obra fundamental, la serie narrativa La ceniza fue árbol, de la que destacan los dos primeros títulos, Mariona Rebull y El viudo Rius (1944). Narra el devenir de la familia de Joaquín Rius, casado con Mariona Rebull, ambos pertenecientes a la burguesía industrial catalana, y es un reflejo de la historia de la industria familiar de la época, con una primera generación que la crea, una segunda que la consolida y una tercera que se dedica a derrochar en lujos y la acaba destruyendo. La primera novela fue llevada al cine por José Luis Sáenz de Heredia y el conjunto de la obra fue serializado en TVE bajo el título La saga de los Rius.
Desde 1962 hasta 1971, Ignacio Agustí fue el presidente del Ateneo Barcelonés. Tuvo problemas psíquicos y ha sido biografiado por el periodista catalán Sergi Doria.

## Concepción de la novela
Su narrativa continúa los esquemas del realismo y naturalismo decimonónicos. Intenta dar una visión totalmente fiel del periodo histórico reflejado, sin tomar partido. Las descripciones son minuciosas y en cada episodio aparece un inventario exhaustivo de gentes, objetos y toda clase de circunstancias que permiten reconstruirlo con todo rigor. Se consideraba a sí mismo un cronista del periodo histórico en que sitúa a sus personajes, con ausencia de todo compromiso.

## Obra
Novela
- Los surcos (1942)
- Mariona Rebull (1943)
- El viudo Rius (1944)
- Desiderio (1957)
- Diecinueve de julio (1965)
- Guerra civil (1972)

Teatro
- El cubilete del diablo (1951)

Memorias
- Ganas de hablar (1974)

Ensayo
- Un siglo de Cataluña (1940)
- Cataluña entre tradición y revolución (1952)

## Reconocimientos
- Gran Cruz de la Orden del Mérito Civil (1964)[6]
- Gran Cruz de la Orden de Alfonso X el Sabio (1974)[7]